# 卡利尼夫卡 (多馬尼夫卡區)
47°48′38″N 31°1′7″E / 47.81056°N 31.01861°E
卡利尼夫卡（烏克蘭語：Калинівка），是烏克蘭南部的村莊，隸屬尼古拉耶夫州的沃茲涅先斯克區。該村面積0.19平方公里，海拔高度116米，2001年人口9，人口密度每平方公里47.4人。